# Associazione Calcio Siena 1987-1988
Questa voce raccoglie le informazioni riguardanti l'Associazione Calcio Siena nelle competizioni ufficiali della stagione 1987-1988.

## Divise e sponsor
| 1ª divisa |

## Rosa
| N. |                   | Ruolo | Calciatore              |
| -- | ----------------- | ----- | ----------------------- |
|    | Italia (bandiera) |       | Battistini              |
|    | Italia (bandiera) | D     | Massimo Cardelli        |
|    | Italia (bandiera) | C     | Fabio Carsetti          |
|    | Italia (bandiera) | P     | Fabrizio Deogratias (I) |
|    | Italia (bandiera) | C     | Lorenzo Fabiani         |
|    | Italia (bandiera) | A     | Luca Gabriellini        |
|    | Italia (bandiera) | C     | Silvio Giusti           |
|    | Italia (bandiera) | D     | Mauro Joriatti          |
|    | Italia (bandiera) | A     | Andrea Mariano          |
|    | Italia (bandiera) | D     | Vincenzo Mastrototaro   |

| N. |                   | Ruolo | Calciatore            |
| -- | ----------------- | ----- | --------------------- |
|    | Italia (bandiera) | C     | Graziano Mazzoni      |
|    | Italia (bandiera) | D     | Andrea Pepi           |
|    | Italia (bandiera) | C     | Corrado Ravazzolo     |
|    | Italia (bandiera) | C     | Renzo Redomi          |
|    | Italia (bandiera) | P     | Giorgio Rocca         |
|    | Italia (bandiera) | A     | Massimiliano Santucci |
|    | Italia (bandiera) | D     | Enrico Signoroni      |
|    | Italia (bandiera) | C     | Franco Tintisona      |
|    | Italia (bandiera) | D     | Danilo Tosoni         |
|    | Italia (bandiera) | A     | Mauro Viviani         |

## Risultati

### Campionato

#### Girone di andata
| 20 settembre 1987 1ª giornata | Tempio | 2 – 1 | Siena |  |

| 27 settembre 1987 2ª giornata | Siena | 0 – 0 | Pontedera |  |

| 4 ottobre 1987 3ª giornata | Montevarchi | 2 – 0 | Siena |  |

| 11 ottobre 1987 4ª giornata | Siena | 1 – 0 | Lodigiani |  |

| 18 ottobre 1987 5ª giornata | Carrarese | 2 – 0 | Siena |  |

| 25 ottobre 1987 6ª giornata | Siena | 2 – 0 | Pro Vercelli |  |

| 1º novembre 1987 7ª giornata | Pistoiese | 1 – 0 | Siena |  |

| 8 novembre 1987 8ª giornata | Siena | 2 – 1 | Massese |  |

| 15 novembre 1987 9ª giornata | Sorso | 3 – 2 | Siena |  |

| 22 novembre 1987 10ª giornata | Siena | 0 – 0 | Saviglianese |  |

| 29 novembre 1987 11ª giornata | Civitavecchia | 1 – 2 | Siena |  |

| 6 dicembre 1987 12ª giornata | Siena | 3 – 1 | Cuoiopelli |  |

| 13 dicembre 1987 13ª giornata | Siena | 1 – 0 | Entella Bacezza |  |

| 20 dicembre 1987 14ª giornata | Rondinella | 1 – 0 | Siena |  |

| 3 gennaio 1987 15ª giornata | Siena | 0 – 0 | Olbia |  |

| 10 gennaio 1988 16ª giornata | Carbonia | 1 – 1 | Siena |  |

| 17 gennaio 1988 17ª giornata | Siena | 1 – 0 | Sarzanese |  |

#### Girone di ritorno
| 24 gennaio 1988 18ª giornata | Siena | 3 – 1 | Tempio |  |

| 31 gennaio 1988 19ª giornata | Pontedera | 0 – 1 | Siena |  |

| 7 febbraio 1988 20ª giornata | Siena | 2 – 2 | Montevarchi |  |

| 21 febbraio 1988 21ª giornata | Lodigiani | 1 – 0 | Siena |  |

| 28 febbraio 1988 22ª giornata | Siena | 1 – 2 | Carrarese |  |

| 6 marzo 1988 23ª giornata | Pro Vercelli | 2 – 0 | Siena |  |

| 13 marzo 1988 24ª giornata | Siena | 1 – 1 | Pistoiese |  |

| 20 marzo 1988 25ª giornata | Massese | 0 – 5 | Siena |  |

| 2 aprile 1988 26ª giornata | Siena | 1 – 0 | Sorso |  |

| 10 aprile 1988 27ª giornata | Saviglianese | 0 – 0 | Siena |  |

| 17 aprile 1988 28ª giornata | Siena | 2 – 0 | Civitavecchia |  |

| 24 aprile 1988 29ª giornata | Cuoiopelli | 0 – 0 | Siena |  |

| 8 maggio 1988 30ª giornata | Entella Bacezza | 1 – 0 | Siena |  |

| 15 maggio 1988 31ª giornata | Siena | 0 – 0 | Rondinella |  |

| 22 maggio 1988 32ª giornata | Olbia | 1 – 2 | Siena |  |

| 29 maggio 1988 33ª giornata | Siena | 1 – 1 | Carbonia |  |

| 5 giugno 1988 34ª giornata | Sarzanese | 2 – 2 | Siena |  |